# ITF Zlín
Das ITF Zlín (offiziell: Smart Card Open Monet+) war ein Tennisturnier des ITF Women’s Circuit, das ab 2007 bis 2013 in Zlín ausgetragen wurde.

## Siegerliste

### Einzel
| Jahr                     | Siegerin                 | Finalgegnerin         | Ergebnis      |
| ------------------------ | ------------------------ | --------------------- | ------------- |
| ↓ Kategorie: $50.000+H ↓ |                          |                       |               |
| 2007                     | Klára Zakopalová         | Petra Kvitová         | 6:4, 6:1      |
| ↓ Kategorie: $75.000+H ↓ |                          |                       |               |
| 2008                     | Anna-Lena Grönefeld      | Jelena Kostanić Tošić | 6:3, 4:6, 6:1 |
| ↓ Kategorie: $50.000+H ↓ |                          |                       |               |
| 2009                     | Polona Hercog            | Zuzana Kučová         | 6:3, 6:1      |
| 2010                     | Patricia Mayr            | Corinna Dentoni       | 6:1, 6:2      |
| 2011                     | Patricia Mayr-Achleitner | Xenija Perwak         | 6:1, 6:0      |
| ↓ Kategorie: $25.000 ↓   |                          |                       |               |
| 2012                     | María Teresa Torró Flor  | Jasmina Tinjić        | 6:3, 6:2      |
| 2013                     | Melanie Klaffner         | Kristína Kučová       | 6:3, 6:2      |

### Doppel
| Jahr                     | Siegerinnen                                   | Finalgegnerinnen                     | Ergebnis         |
| ------------------------ | --------------------------------------------- | ------------------------------------ | ---------------- |
| ↓ Kategorie: $50.000+H ↓ |                                               |                                      |                  |
| 2007                     | Lucie Hradecká Renata Voráčová                | Michaela Paštiková Hana Šromová      | 6:2, 4:6, 6:4    |
| ↓ Kategorie: $75.000+H ↓ |                                               |                                      |                  |
| 2008                     | Simona Dobrá Tereza Hladíková                 | Lucie Hradecká Renata Voráčová       | 6:4, 6:3         |
| ↓ Kategorie: $50.000+H ↓ |                                               |                                      |                  |
| 2009                     | Kristína Kučová Zuzana Kučová                 | Nikola Fraňková Carmen Klaschka      | 6:3, 6:4         |
| 2010                     | Eva Birnerová Stéphanie Foretz                | Tereza Hladíková Michaela Pochabová  | 7:5, 4:6, [10:6] |
| 2011                     | Julija Bejhelsymer Margalita Tschachnaschwili | Réka-Luca Jani Katalin Marosi        | 3:6, 6:1, [10:8] |
| ↓ Kategorie: $25.000 ↓   |                                               |                                      |                  |
| 2012                     | Eliza Kostowa Jasmina Tinjić                  | Verónica Cepede Royg Teliana Pereira | 4:6, 6:1, [10:8] |
| 2013                     | Martina Borecká Tereza Smitková               | Paula Kania Katarzyna Piter          | 6:1, 5:7, [10:8] |

## Quelle
- ITF Homepage